# محله الکبری
شهر محله الکبری (به عربی: المحلة الکبری) در الغربیه در کشور مصر واقع شده‌است. جمعیت این شهر ۴۵۰٫۸۳۳ نفر است.